# Bilokourakyne
Bilokourakyne (ukrainien : Білокуракине ; russe : Белокуракино, Biélokourakino) est une commune urbaine de l'oblast de Lougansk, en Ukraine. Elle compte 6 448 habitants en 2021. Elle est passée sous l'administration de la république populaire de Lougansk en mars 2022.

## Géographie
La commune se trouve au bord de la rivière Bila, affluent de l'Aïdar. Elle se trouve à trois kilomètres de la gare de chemin de fer de Bilokourakyne.

## Histoire
Le village a été fondé en 1700. Au XVIIIe siècle, la sloboda de Belo-Kourakina appartient à l'okroug de Balouïsk du gouvernement de Voronej en l'Empire russe. Au début des années 1890, la sloboda de Belokourakina est le noyau le plus important de la volost du même nom dans l'ouïezd de Starobilsk du gouvernement de Kharkov. Elle compte alors 848 foyers pour 5 503 habitants. Elle passe sous le pouvoir soviétique en décembre 1917. Cette région russe est donnée au territoire de la république socialiste soviétique d'Ukraine en 1922.
Pendant la Grande Guerre patriotique, le village est occupé à partir du 9 juillet 1942 par l'armée allemande et peu de temps après en plus par des troupes de la 8e armée italienne qui y installent un poste de police subordonné aux services de l'intendance de l'armée italienne. Six mois plus tard, le village est libéré par l'Armée rouge, le 19 janvier 1943, spécialement par la 172e division de fusiliers au cours de l'offensive Ostrogojsk-Rossoch. Une rue de la commune porte le nom de cette division aujourd'hui.
La localité comptait 6 700 habitants en 1969. L'usine laitière en employait un grand nombre. En 1979, on y comptait une usine de béton bitumineux, un élévateur agricole pour les céréales, une association régionale de machines agricoles Selkhoztekhnika, une organisation de construction agricole intercollective, une usine de produits de services ménagers, quatre écoles d'enseignement général, une école de musique, un hôpital, une maison de la Culture, quatre clubs et cinq bibliothèques. En 1989, la commune comptait 8 434 habitants et en 2011 plus que 6 811, puis en 2013, 6 737 habitants. Cette commune en proie aux difficultés économiques est en perte constante de population.
La commune passe sous l'administration de la république populaire de Lougansk au début du mois de mars 2022.